# Monument (альбом Miss May I)
| Оценки критиков | Оценки критиков |
| Источник        | Оценка          |
| --------------- | --------------- |
| About.com       | [ 2 ]           |
| Allmusic        | [ 3 ]           |
| "AltPress"      | [ 4 ]           |

Monument — второй альбом металкор-группы Miss May I, вышедший 17 августа 2010 года. Альбом дебютировал на #76 позиции в чарте Billboard 200.

## Об альбоме
24 июня Miss May I на своей странице Facebook объявили, что новый альбом «Monument» выйдет 17 августа, а также о том, что снимают клип на песню «Relentless Chaos». 14 июля гитарист Джастин Ауфдемкамп в своём твиттере опубликовал фотографию списка композиций и их длительности. 5 августа стало известно, что песня «Rust» будет доступна для предзаказа на iTunes через Facebook группы. 3 сентября на канале YouTube вышел клип на песню «Relentless Chaos».
21 мая 2011 года группа объявила о перевыпуске альбома в делюкс-издании, которое вышло 21 июня 2011 года.

## Список композиций
| №                   | Название                  | Длительность |
| ------------------- | ------------------------- | ------------ |
| 1.                  | «Our Kings»               | 3:12         |
| 2.                  | «Masses of a Dying Breed» | 4:00         |
| 3.                  | «Answers»                 | 2:51         |
| 4.                  | «Relentless Chaos»        | 3:25         |
| 5.                  | «Creations»               | 2:47         |
| 6.                  | «Gears»                   | 4:02         |
| 7.                  | «Colossal»                | 3:40         |
| 8.                  | «We Have Fallen»          | 4:22         |
| 9.                  | «In Recognition»          | 3:17         |
| 10.                 | «Monument»                | 3:41         |
| Общая длительность: | Общая длительность:       | 37:02        |

| №   | Название                                                  | Длительность |
| --- | --------------------------------------------------------- | ------------ |
| 11. | «Rust» (featuring Brandan Schieppati of Bleeding Through) | 3:42         |

| №   | Название                                                  | Длительность |
| --- | --------------------------------------------------------- | ------------ |
| 1.  | «My Hardship»                                             | 3:29         |
| 2.  | «Descending Discovery»                                    | 3:49         |
| 3.  | «Forbidden»                                               | 3:13         |
| 4.  | «Our Kings»                                               | 3:12         |
| 5.  | «Masses of a Dying Breed»                                 | 4:00         |
| 6.  | «Answers»                                                 | 2:51         |
| 7.  | «Relentless Chaos»                                        | 3:25         |
| 8.  | «Creations»                                               | 2:47         |
| 9.  | «Gears»                                                   | 4:02         |
| 10. | «Colossal»                                                | 3:40         |
| 11. | «We Have Fallen»                                          | 4:22         |
| 12. | «In Recognition»                                          | 3:17         |
| 13. | «Monument»                                                | 3:41         |
| 14. | «Rust» (featuring Brandan Schieppati of Bleeding Through) | 3:42         |

## Участники записи
- Леви Бентон — экстремальный вокал, программирование
- БиДжей Стэд — соло-гитара
- Райан Нефф — бас-гитара, чистый вокал
- Джастин Ауфдемкамп — ритм-гитара
- Джерод Бойд — ударные